# Summer Struggle in Jingu
Summer Struggle in Jingu fue un evento de lucha libre profesional producido por la empresa New Japan Pro-Wrestling (NJPW), que tuvo lugar el 29 de agosto de 2020 desde el Meiji Jingu Stadium en la ciudad de Tokio, Japón.

## Producción
El 25 de julio de 2020 fue anunciado que el evento que cerraría el tour Summer Struggle de NJPW se llevaría a cabo en el Meiji Jingu Stadium, marcando la segunda vez en la historia que se realiza un evento en dicho estadio al aire libre. El evento que lo precede tuvo lugar el año 1999, llamado Battle of Last Summer, cuyo evento principal fue una lucha entre The Great Muta y The Great Nita en un No Rope Exploding Ring Deathmatch.

## Antecedentes
El 11 de julio en la final de la New Japan Cup, Evil traicionó a Tetsuya Naito, el vigente Campeón Peso Pesado e Intercontinental de la IWGP, luego de haber ganado el torneo y abandonó a Los Ingobernables de Japón (agrupación de la cual era miembro y Naito era su líder) para unirse al Bullet Club. Al día siguiente en Dominion in Osaka-jo Hall, como recompensa por ganar el torneo, Evil enfrentó a Naito por ambos campeonatos, finalmente derrotándolo y proclamándose como el nuevo doble campeón de NJPW. Después de la lucha, Hiromu Takahashi, otro miembro de Los Ingobernables de Japón, lo desafió por dichos campeonatos para el siguiente evento Sengoku Lord in Nagoya, pero una vez más Evil ganó el combate y retuvo los títulos. Luego de esa lucha, Naito desafió a Evil a un combate más por los dos títulos buscando revancha por todo lo sucedido.

## Resultados
En paréntesis se indica el tiempo de cada combate:
- Yoshinobu Kanemaru derrotó a Master Wato (con Hiroyoshi Tenzan) (7:31).
  - Kanemaru cubrió a Wato después de un «Sunset Flip».
- Toru Yano derrotó a Kazuchika Okada, El Desperado y SANADA y ganó el provisional Campeonato KOPW 2020 (7:01).
  - Yano cubrió a Okada con un «Schoolboy».
- Minoru Suzuki derrotó a Shingo Takagi y ganó el Campeonato de Peso Abierto NEVER (14:56).
  - Suzuki cubrió a Takagi después de un «Gotch Style Piledriver».
- Taiji Ishimori derrotó a Hiromu Takahashi y ganó el Campeonato Peso Pesado Junior de la IWGP (13:30).
  - Ishimori forzó a Takahashi a rendirse con un «Bone Lock».
- Dangerous Tekkers (Taichi & Zack Sabre Jr.) derrotaron a Golden☆Ace (Hiroshi Tanahashi & Kota Ibushi) y retuvieron el Campeonato en Parejas de la IWGP (16:01).
  - Sabre cubrió Tanahashi después de un «Zack Mephisto».
- Tetsuya Naito derrotó a Evil (con Dick Togo) y ganó el Campeonato Peso Pesado de la IWGP y Campeonato Intercontinental de la IWGP (26:20).
  - Naito cubrió a Evil después de un «Destino».
  - Durante la lucha, Togo y Gedo interfirieron a favor de Evil, mientras que Bushi y Sanada lo hicieron a favor de Naito.
  - Ambos campeonatos estaban en juego.